# Bridelia somalensis
Bridelia somalensis är en emblikaväxtart som beskrevs av John Hutchinson. Bridelia somalensis ingår i släktet Bridelia och familjen emblikaväxter.
Artens utbredningsområde är Somalia. Inga underarter finns listade i Catalogue of Life.